# Dymitr Szemiaka

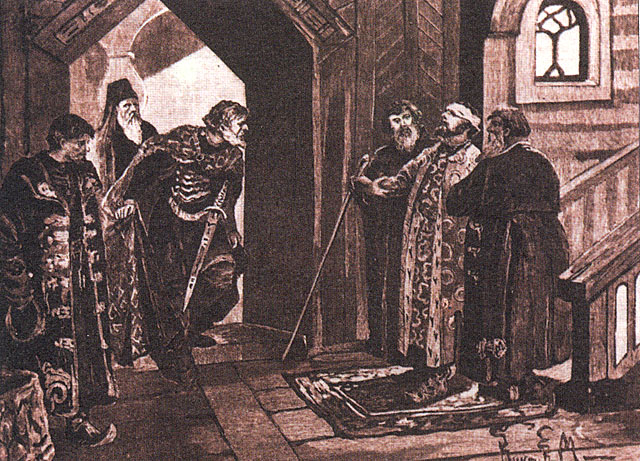
Spotkanie oślepionego Wasyla II i Dymitra Szemiaki

Dymitr Jurijewicz Szemiaka ros. Дмитрий Юрьевич Шемяка (ur. zapewne w 1421, zm. 17 lipca 1453 w Nowogrodzie Wielkim) – wielki książę moskiewski w latach 1445 i 1446–1447 z dynastii Rurykowiczów w opozycji do Wasyla II Ślepego, książę zwenigorodzki i galicki od 1434 do 1436??

## Życiorys
Dymitr był drugim co do starszeństwa synem Jerzego Zwenigrodzkiego, księcia Zwenigrodu, syna Dymitra Dońskiego (wielkiego księcia moskiewskiego w latach 1359-89) oraz Anastazji Światosławy smoleńskiej, córki Jerzego Dymitrowicza smoleńskiego i Olgi riazańskiej. Młodszy brat Wasyla Kosookiego, starszy Dymitra Krasnego i Fiodora.
Jego ojciec był drugim co do starszeństwa (po Wasylu I) synem Dymitra Dońskiego i ojciec zagwarantował mu dziedziczenie po Wasylu I. Jednak starszy brat zmienił to zarządzenie i następcą tronu uczynił swego syna, także Wasyla (II zwanego potem Ślepym), który objął władzę w 1425 roku po śmierci ojca. Jerzy, który zwrócił się o pomoc do patriarchy Focjusza, usłyszał, że powinien się podporządkować. W roku 1432 poproszony o rozstrzygnięcie sporu chan Złotej Ordy Uług Mehmed (zm. 1446) przyznał tytuł wielkiego księcia moskiewskiego Wasylowi Ślepemu, ale to nie wygasiło roszczeń Jerzego Dymitrowicza. W 1433 roku, gdy Wasyl Kosooki pojawił się na ślubie Wasyla II, matka i regentka księcia Zofia Witoldówna zerwała z niego pas, należący niegdyś do Dymitra Dońskiego. To tylko przyspieszyło kroki jego ojca - wkrótce splądrował Jarosław. Wkrótce, gdy Wasyl II właśnie zaczynał samodzielnie rządy po dojściu do lat sprawnych, Jerzy wzniecił powstanie przeciw bratankowi. Zdobył on władzę nad Moskwą w 1433 roku, ale wkrótce nie mając realnego poparcia bojarów pogodził się z Wasylem II i zabronił synom przyjeżdżać do Moskwy. Jednak w następnym roku, gdy na synów najechał książę, Jerzy pojednał się z nimi ponownie odebrał władzę Wasylowi II.
Niespodziewanie jednak Jerzy Dymitrowicz zmarł 5 czerwca 1434 roku. Tym samym tytuł wielkiego księcia moskiewskiego przeszedł na Wasyla Kosookiego, który miał wówczas 13 lat. Jednak Dymitr i młodsi bracia nie uznali jego władzy, widząc boską interwencję w śmierci swego ojca. Dymitr Szemiaka w lipcu 1434 zjednoczył się z Wasylem II w zamian za nadanie miast Uglicza i Rżew. W tym samym czasie moskwiczanie przegnali Wasyla Kosookiego. Ten pokonał siły Wasyla II nad rzeką Kotorosl i wkrótce zajął Wołogdę i w Wiatce zorganizował armię. Nad rzeką Kostromą, gdzie obydwie strony konfliktu się spotkały, nie było możliwości przeprawy. Zwaśnione strony rozpoczęły rozmowy pokojowe, w wyniku których Wasyl Kosooki otrzymał Dmitrow i uznał władzę Wasyla II. W 1436 roku ponownie się zbuntował i trafił do jego niewoli, gdzie zmarł oślepiony w 1448 roku. Dymitr prawdopodobnie od 1434 znajdował się w niewoli Wasyla II (dostał się do niej, gdy chciał zaprosić Wasyla II na swój ślub, a ten oskarżył go o współpracę z Kosookim). Został z niej na krótko wypuszczony, aby stoczył bitwę z chanem kazańskim Uługiem Mehmedem pod Bielowem. Uciekł z niewoli w 1436 roku i zaczął organizować opozycję wobec Wasyla, nie reagując na jego prośby o pomoc w walce z chanem. W sporze mediowała Ławra Troicko-Siergijewska, na dłuższy czas zachowując pokój między nimi.
Zgoda przetrwała do 7 lipca 1445 roku, kiedy Wasyl II trafił do niewoli Uług Mehmeda, gdy moskiewskie oddziały zostały napadnięte przez Tatarów pod Suzdalem. Wówczas Dymitr wkroczył do Moskwy i ją zajął, prowadził też negocjacje z chanem o uznanie go wielkim księciem moskiewskim. Wypuszczony z niewoli Wasyl ogłosił się księciem włodzimierskim. Wiadomo, że był wówczas oślepiony (stąd przydomek Ślepy), nie wiadomo, czy przez Tatarów czy przez Dymitra. Na rzecz legalności władzy Dymitra przemawiało to, że nie był izgoj (izgoj byłby wtedy, gdyby jego ojciec nie zasiadł na tronie). Sprzeciw bojarów wobec jego władzy zmusił Dymitra w październiku 1445 do ucieczki nad jezioro Czuchłoma koło Kostromy. Nie zaprzestał starań o odzyskanie tronu. Na początku 1446 roku zjednoczył się z Iwanem możajskim, księciem Możajska, i w lutym 1446 roku ponownie wygnał Wasyla II. Wziął w niewolę jego matkę i żonę, aby zmusić księcia do przybycia do Moskwy. Wówczas jego także aresztował i osadził w Ugliczu. Po roku, w lutym 1447, wyrosła przeciw niemu poważna opozycja i zmusiła go do ucieczki.
Pomimo podpisania kilku traktatów pokojowych Dymitr Szemiaka nie zaprzestał starań o tron. Doznał kilku porażek w bitwach w 1450 i 1452, co zmusiło go do przeniesienia się do Nowogrodu. Tam w Gorodiszcze (kamienicy książęcej na południowej pierzei rynku) został otruty 17 lipca 1453 roku, gdy jego kucharz podał mu zatrutego kurczaka, przekupiony przez siły moskiewskie. Wasyl II był na tyle zadowolony z wieści o śmierci rywala, że nobilitował herolda, który doniósł mu o jego zgonie.
Źródła ówczesne podają, że Dymitr został pochowany przy soborze św. Jerzego w monasterze Jurijewskim na południe od Nowogrodu. Natomiast nowe badania wskazały, że pochowano go w soborze św. Sofii na nowogrodzkim kremlu. Grób dotychczas (co najmniej od 1616) uważany za ten Dymitra należał do księcia Fiodora Jarosławicza (zm. 1233).
Po śmierci Dymitra wdowa po nim i jego syn uciekli z Nowogrodu Wielkiego, gdzie był księciem pskowskim, na Litwę, gdzie został panem Rylska i Nowogrodu Siewierskiego.
Dymitr Szemiaka przetrwał w rosyjskim powiedzeniu „Szemiakin sud” (sąd Szemiaki), co znaczy tyle, co nieuczciwy osąd. Pochodzi to jednak z XVII-wiecznej książki Opowieść o sądzie Szemiaki.

## Małżeństwo i potomstwo
Dymitr w roku 1437 poślubił Zofię Dymitrównę jarosławską, córkę Dymitra Jarosławowicza i nieznanej z imienia księżniczki litewskiej. Doczekali się dwójki dzieci:
- Iwana Szemiakina (zm. między 1471 a 1485), książę pskowski od 1454, po ucieczce na Litwę został panem Rylska i Nowogrodu Siewiernego; doczekał się 6 dzieci, w tym Wasyla (zm. 1529), księcia pskowskiego, który w 1500 roku pojednał się z Moskwą;
- Marię Dymitrownę (zm. 1456), żonę Aleksandra Wasylewicza Czartoryskiego (zm. po 1477), koniuszego wielkiego księcia litewskiego Zygmunta Kiejstutowicza, namiestnika Nowogrodu Wielkiego.

Linia potomków Dymitra wygasła w 1563 roku na Iwanie, synu Wasyla. Jednak linia po kądzieli, synów Aleksandra Czartoryskiego, przetrwała do teraz.